# Deepa Mehta
Pour les articles homonymes, voir Mehta.
Deepa Mehta (née en 1950 à Amritsar) est une réalisatrice, scénariste et productrice de cinéma canadienne installée à Toronto.

## Biographie
Indienne de naissance, Deepa Mehta a émigré au Canada en 1973.

## Filmographie
- 1975 : At 99: A Portrait of Louise Tandy Murch - réalisatrice
- 1988 : Martha, Ruth & Edie - productrice et réalisatrice
- 1989 : Cap Danger (Danger Bay), série télévisée (épisode This Little Piggy) - réalisatrice
- 1991 : Sam & Me - productrice et réalisatrice
- 1993 : Les Aventures du jeune Indiana Jones, série télévisée (épisode Bénarès, janvier 1910)  - réalisatrice
- 1994 : Camilla - réalisatrice
- 1996 : Les Aventures du jeune Indiana Jones, série télévisée (épisode Travels with Father) - réalisatrice
- 1996 : Fire - productrice, réalisatrice et scénariste
- 1998 : Earth- productrice, réalisatrice et scénariste
- 2002 : Bollywood/Hollywood - réalisatrice et scénariste
- 2003 : The Republic of love - réalisatrice et scénariste
- 2005 : Water - réalisatrice et scénariste
- 2008 : Heaven on Earth
- 2008 : Cooking with Stella (avec Dilip Mehta)
- 2010 : Komagata Maru
- 2012 : Midnight's Children
- 2015 : Beeba Boys - réalisatrice et scénariste
- 2016 : Anatomy of Violence - réalisatrice
- 2020 : Violation - productrice
- 2020 : Funny Boy - réalisatrice et scénariste
- 2022 : Donkeyhead - productrice